# Эу (паровоз)
Эу (усиленный) — советский паровоз типа 0-5-0, выпускавшийся с 1926 по 1931 год. От базовой серии Э отличается применением более развитого (усиленного) пароперегревателя, что позволило поднять мощность локомотива на 15 %.
Имея не самую удачную конструкцию, паровозы Эу тем не менее получили широкое распространение на железных дорогах Советского Союза и оставили заметный след в истории страны, начиная от истоков «Стахановского движения», пройдя Вторую мировую и заканчивая «Космической гонкой». По разным оценкам, всего было выпущено свыше двух тысяч локомотивов данной серии.

## Проектирование
В 1922 году Высший технический проект НКПС, главой которого был Н. Л. Щукин, в ходе рассмотрения вопроса о новых типах локомотивах принял решение, согласно которому важнейшей задачей на ближайшие годы было создание пассажирского паровоза типа 2-4-0 серии М, при этом «нового типа товарных паровозов не разрабатывать и продолжать заказывать паровозы 0-5-0 серии Э». Последнее во многом было обусловлено тем, что в РСФСР заводы на тот момент были не готовы начать выпуск паровозов новых конструкций. В то же время, специалисты отмечали, что паровоз Э, мощность которого составляла 1020 л. с., уже устарел и требуется его замена более мощным.
К началу 1920-х у российских учёных-теплотехников был накоплен опыт применения пароперегревателей на паровозах различных типов; также свои научные труды по тепловым процессам выпустил и учёный С. П. Сыромятников. На основе всего перечисленного был сделан вывод, что температуры перегретого газа 300 °C недостаточно, поэтому требуется замена пароперегревателя более мощным. В 1923 году Щукин дал указания по усовершенствованию серии Э — увеличить площадь пароперегревателя и добавить подогреватель воды.
Проект переделки разрабатывался на заводе «Красный Профинтерн» (Брянск). Для установки более мощного пароперегревателя число жаровых труб увеличили с 25 до 32 (на треть) при одновременном сокращении числа дымогарных с 188 до 157; диаметры (125/133 и 446/51 мм соответственно) и длина труб (4660 мм) при этом остались без изменений. Также изменили и саму конструкцию пароперегревателя: 4-трубный двухоборотный системы Шмидта, у которого каждый элемент представлял собой одну трубку диаметром 27/33 мм, делающую внутри жаровой трубы две петли, был заменён на 6-трубный однооборотный системы Чусова, у которого каждый элемент состоял из трёх тонких трубок диаметром 18/24 мм, делающих внутри жаровой одну петлю; на тот момент пароперегреватель Чусова считался более эффективным. Площадь нагрева пароперегревателя возросла с 50,9 до 66,0 м², тогда как испаряющая поверхность нагрева котла снизилась с 207,0 до 195,2 м²; остальные размеры котла остались без изменений, как и размеры паровой машины и экипажной части. Согласно проекту, новый локомотив должен был способен на уклоне 9 ‰ вести поезд массой 1180 тонн со скоростью 10 км/ч.
Так как на новых паровозах предусматривалось также применение питательных колпаков и водоподогревателей, то по предложению Щукина шведским заводом NOHAB с ними были выпущены три паровоза серии Эш с номерами 4493—4495; по итогу был сделан выбор в пользу водоподогревателя конструкции завода Knorr, установленного на Эш4495.

## Постройка
К тому времени у серии Э нумерация уже доходила до восьмитысячных (Э.8XXX), притом что не все из этих тысяч использовались полностью; то есть номера новых паровозов должны были начаться с № 9000. Но вместо этого инженеры Р. П. Гриненко и В. Ф. Егорченко из Научно-технического комитета НКПС предложили буквенно-цифровую систему обозначений серий и нумерации локомотивов, которая позволяла в предполагаемом будущем вообще отказаться от применения букв и перейти на чисто цифровое обозначение серий. По данной системе обозначение паровозов на переходный период состояло из буквы, далее отделённая точкой цифровая трёхзначная серия (впоследствии от точки отказались), а после через дефис двузначный номер; обозначение паровозов Э с новыми пароперегревателями должно было начинаться с Э.677-01.
Выпуск паровозов Э изменённой конструкции должен был начаться в 1925/1926 операционном году (с 1.10.1925 по 30.9.1926) на заводах «Красный Профинтерн», «Красное Сормово» и Харьковском паровозостроительном, которые получили заказ на 88 локомотивов; со следующего года завод «Красное Сормово» также отвечал за внесение изменений в чертежи. Сам выпуск разделили на две части: паровозы 1925 года должны были строиться с пароперегревателями прежней конструкции (с 25 трубами), а с 1926 года — с новыми (с 32 трубами); таким образом первые Э серии 677 по конструкции не отличались от предыдущих. С 1926 года был начат выпуск серии Э с усиленными пароперегревателями и питательными колпаками; паровозы Харьковского завода первого заказа питательных колпаков не имели. Данные Э ещё известны как «трёхколпачковые», потому что на паровом котле появились три колпака: сухопарник, песочница (была ниже остальных) и питательный (водоочистительный); кроме этого, над третьей колёсной парой начали устанавливать водоподогреватель, а под ним на левой стороне котла — насос холодной воды. Несколько паровозов первого заказа были выпущены с раздвижными золотниками системы Трофимова, которые должны были уменьшать сопротивление при движении без пара; в дальнейшем они были применены на всех паровозах серии. В 1926 году завод «Красный Профинтерн» предложил проект литой рамы, что должно было помочь ускорить производство; идея даже была одобрена научно-техническим комитетом, однако так и не была реализована.
Паровозы второго заказа (1926/1927 операционного года) выпускались только в «трёхколпачковом» варианте, при этом водоподогреватель стал размещаться за третьим (питательным) колпаком. Также в данном операционном году выпуск новых Э должен был начать завод «Красный Путиловец» (Петроград), но он с заказом тогда не справился; не последнюю причину в этом сыграла разработка и налаживание выпуска сложного по конструкции, но перспективного, как тогда казалось, трёхцилиндрового пассажирского паровоза серии М типа 2-4-0.
С третьего заказа (1927/1928 операционного года) вместо тормоза Вестингауза начал применяться тормоз Казанцева. В декабре 1927 года завод «Красное Сормово» выпустил опытную партию локомотивов, на которой был применён регулятор пароперегревателя простой разъёмной конструкции; эксплуатация подтвердила, что такая конструкция является и достаточно надёжной. с 28 января 1928 года по указанию ЦУЖЕЛ вверху фронтонного листа перестали устанавливаться ацетиленовые фонари. В 1928 году с годовой задержкой выпуск паровозов начал «Красный Путиловец», при этом котлы ему поставлял Невский завод. Путиловские локомотивы были оборудованы водоподогревателями системы Worthington; такие же применялись на паровозах серии М. В 1928 году завод «Красное Сормово» начал устанавливать сварные кронштейны крепления площадки вокруг котла, взамен литых; позже кронштейны такой конструкции начали применять и остальные заводы, за исключением Харьковского, который так и продолжал использовать литые кронштейны. Э.680-95 из третьего заказа стал для завода из Сормово юбилейным — 2500-м построенным локомотивом.
В 1928/1929 операционном году к заказу также подключили Коломенский и Луганский заводы по просьбе руководства последних. Эти два завода должны были наладить выпуск пассажирских паровозов М, но сложность его конструкции привела к резкому сокращению заказа, что в свою очередь создало кризис, из-за чего заводы начали простаивать; Луганский завод, который прекратил выпуск серии Э в 1924 году, даже был вынужден начать строить паровозы Ов типа 0-4-0 и танк-паровозы типа 0-3-0 для промышленности. В том же году стало очевидно, что сама серия М оказалась неудачной, её выпуск стоит временно прекратить, а проект — переработать; это могло привести к простою Путиловского завода, для избежания чего последний продолжил выпуск Э с новыми пароперегревателями. Всё это привело к тому, что в этот период возникла настоящая чехарда с распределением заказов, которая привела к некоторой путанице в обозначениях.
В 1930 году паровозы Э с усиленным пароперегревателем получили наконец обозначение Эу. К тому времени уже был накоплен опыт их эксплуатации, который выявил несовершенство конструкции водоподогревателей Брянского и Путиловского завода (созданы на основе водоподогревателей систем Knorr и Worthington соответственно), а также недостатки пароперегревателя системы Чусова, тонкие трубки которого часто перегорали из-за работы в тяжёлых условиях. Было решено отказаться от установки на новых локомотивах водоподогревателей и водоочистительных колпаков; паровозы Эу стали вновь «двухколпачковыми», из-за чего их вес снизился до 81,5 тонн, а с введением железных топок — до 79,3 тонн. В том же 1930 году свои последние паровозы выпустил завод «Красный Путиловец».
В 1931 году были выпущены последние паровозы серии Эу; вместо них заводы перешли на выпуск более сильных серии Эм, отличавшихся прежде всего повышенным давлением пара в котле. По годам выпуск паровозов Эу распределился следующим образом:
- 1926 — 71 (включая серию Э);
- 1927 — 182
- 1928 — 308
- 1929 — 408
- 1930 — 765
- 1931 — 801 (включая серию Эм)

Из-за того, что тот же Луганский завод при учёте выпуска не делал различий по сериям, не представляется возможным отделить выпуск Эу от Эм, а потому и нет возможности определить точное число выпущенных паровозов серии Эу. Так как система обозначений 1925 года предусматривала внутри каждой серии лишь двузначные номера, то при выпуске более 99 локомотивов выход был найден введением дополнительных цифровых серий. Непосредственно серия Эу в НКПС получила цифровые трёхзначные серии 677—686, 699—715 и 717, при этом серии 707—710, 712—715 и 717 использовались также для обозначений и паровозов Эм. Серия 708 (начиная с 708-17) завода «Красный Профинтерн» получила буквенную серию Эу, хотя конструктивно являлась фактически серией Эм у которой давление пара в котле осталось как у Эу — 12 кгс/см².

## Эксплуатация
Серия Эу получила широкое распространение в Советском Союзе, работая на многих железных дорогах, где прежде всего замещала уже устаревшие серии паровозов типов 0-4-0 и 1-4-0; в частности на Мурманской дороге она заменила серию Хм.
В процессе эксплуатации выявилась низкая надёжность установленных на локомотивах водоподогревателей, поэтому в 1930-е — 1940-е годы их демонтировали, при этом зачастую паровозы оборудовались вторым инжектором (служит для подачи воды в котёл). Воздушный тормоз системы Вестингауза заменялся на тормоз Казанцева, а позже и тормоз Матросова, при этом для более эффективного управления тормозами на раме ставился дополнительный главный резервуар; для увеличения запаса песка на части машин был увеличен объём песочницы (за счёт увеличения высоты). Также эксплуатация показала, что на Эу стоят относительно узкие дымовые трубы, поэтому на паровозах с угольным отоплением ставили дымовые трубы большего диаметра, которые позволяли получить более высокую тягу топочных газов; на паровозах с нефтяным отоплением (Северо-Кавказская и Закавказская дороги) дымовые трубы оставляли без изменений.
1 июля 1935 года (за два месяца до рекорда Стаханова) машинист П. Ф. Кривонос управляя паровозом Эу684-37 благодаря увеличению форсировки котла сумел провести по перегону Славянск — Лозовая тяжеловесный угольный поезд с технической скоростью почти на 9 км/ч, или почти вдвое, выше нормы.
Для улучшения условий работы локомотивной бригады, в период 1938—1940 годов на некоторых паровозах будки машиниста оборудовались боковыми дверьми, наклонными лестницами и световым фонарём; такая будка называлась «Будка северного типа». Также с 1938 года в рамках централизованной модернизации паровозы Эу были оборудованы электрическим освещением, циркуляционными трубами, автосцепками (часто ставились только со стороны тендера) и многим другим. Нередко при деповских ремонтах ставили ведущую ось (3-ю колёсную пару) от паровозов серий Эм и Эр, так как у последних ведущая ось имеет бо́льшие противовесы, которые лучше компенсируют воздействие на путь от ускорений движущего механизма при больших скоростях.
С 1942 года паровозы Эу наравне с многими другими сериями работали в паровозных колоннах (ОРКП), обслуживая в основном фронтовые и прифронтовые участки. В частности 7 февраля 1943 года Эу708-64 из 48-й ОРКП по «Дороге победы» привёл в блокадный Ленинград первый поезд с «Большой земли», а в конце того же месяца Эу677-49 из 10-й ОРКП вёл грузопассажирский поезд, в котором в тыл ехали как военнопленные фельдмаршал Паулюс и офицеры его штаба.
Также несколько десятков паровозов Э различных индексов были захвачены вермахтом, который затем передал 27 из них Финляндии, где они получили серию Tr2 и номера 2000—2026. Из серии Эу в этой партии был только Эу702-89, который получил обозначение Tr2-2018. После окончания в 1944 году советско-финской войны его вернули в Советский Союз и присвоили серию Э, но сохранили полученный в Финляндии номер.
В 1950-е годы в связи с дизелефикацией и электрификацией железных дорог, паровозы Эу стали переводить на маневровую работу, либо передавать промышленности; в 1960-х годах началось их интенсивное списывание.
С лета 2019 года паровоз Эу683-32 используется в качестве одного из локомотивов для ежедневного фирменного ретропоезда «Рускеальский экспресс».

## Эксперименты с паровозами
К концу 1920-х годов в США несколько тысяч паровозов были оборудованы термосифонами — расположенными в топке устройствами, служащих для усиления циркуляции воды в паровом котле; американская реклама их преподносила как решение по повышению коэффициента полезного действия котла. Однако проведённые в 1929 году испытания Эш4041 с термосифонами не выявили никаких преимуществ по сравнению с другими паровозами без них. Тем не менее, советские учёные решили ещё раз испытать термосифоны, но уже на Эу; предполагалось, что их применение на более мощном паровозе даст положительные результаты. Тогда в конце 1932 года на Воронежском паровозоремонтном заводе термосифонами была оборудована топка паровоза Эу709-30 (построен на Луганском заводе в 1930 году); в результате этой переделки испаряющая поверхность нагрева топки, а значит и котла в целом, повысилась на 6 м². Испытания проводились на участке Лиски—Отрожка Юго-Восточной железной дороги, на котором паровоз совершал опытные поездки сперва без термосифонов, а затем уже с ними. Данные поездки показали, что во втором случае коэффициент полезного действия котла вопреки рекламе наоборот понижался, как и температура перегрева пара, тогда как влажность пара повышалась, а горение топлива — ухудшалось; это объясняется тем, что термосифон фактически действовал как радиатор, снижая температуру в топке. Из-за этого у Эу709-30 оказалось недостаточным парообразование, и его использовали как толкач, вернув на поездную службу лишь после снятия термосифонов.
Почти одновременно с ним на Муромском паровозоремонтном заводе паровоз Эу708-09 был оборудован полуводотрубной топкой. По конструкции это была та же топка Бельпера в которую поставили 10 труб, идущих от боковых стенок к днищам карманов, укреплённых на её потолке. За счёт поверхности данных труб общая испаряющая поверхность нагрева котла возросла с 195,2 до 200,4 м². В первой половине 1933 года Эу708-09 поступил на экспериментальное кольцо Института реконструкции тяги, испытания на котором выявили снижение температуры перегрева пара, вследствие чего расход пара на машину возрос на 1—1,5 %; никакой заметной экономии топлива при этом получить не удалось.
В том же 1933 году паровоз Эу701-83 был оборудован пылеугольным отоплением. К нему прицепили тендер, на котором были установлены бункер объёмом 30 м³ для угольной пыли, паровая машина мощностью 6 л. с., которая вращала барабан питателя, и турбовентилятор мощностью 10 л. с., который подавал пыль из тендера в топку. В самой топке сделали специальную кирпичную кладку, под которую подводились три форсунки, две из которых подавали по 1500 килограмм и одна — 500 килограмм пыли в час. Испытания показали, что топка паровоза имела недостаточный объём, из-за чего топливо не сгорало полностью, а зола и несгоревшие крупицы пыли забивали колосниковую решётку, тем самым снижая свободные проходы в колосниках и уменьшая объём подводимого воздуха.

## Культурные аспекты
Эу684-37 машиниста Кривоноса изображён на одной из советских марок 1986 года из серии «Паровозы-памятники» (ЦФА [АО «Марка»] № 5770).
В фильме «Коридор бессмертия» 2019 года основные события разворачиваются в поезде, который ведёт Эу683-32; этот же паровоз изображён на одном из постеров фильма для заграничного показа.

## Сохранившиеся паровозы

### В рабочем состоянии
Паровозы, годные к эксплуатации на июнь 2020 года.
| изображение | номер  | депо приписки                      | год постройки | завод-изготовитель              | примечания         |
| ----------- | ------ | ---------------------------------- | ------------- | ------------------------------- | ------------------ |
|             | 683-32 | ТЧЭ-12 Санкт-Петербург-Финляндский | 1928          | «Красный Профинтерн»            | тендер от Эу709-24 |
|             | 683-89 | ТЧ-16 Подмосковная                 | 1929          | «Красное Сормово»               | тендер от Эу680-70 |
|             | 699-74 | ТЧ-16 Подмосковная                 | 1929          | Завод им. Октябрьской Революции | тендер от Эу682-87 |

### Паровозы-памятники и музейные экспонаты
| изображение                                                     | номер  | местонахождение | год постройки | завод изготовитель                     | статус наследия дата открытия  |
| --------------------------------------------------------------- | ------ | --- | ------------- | -------------------------------------- | ------------------------------ |
|                                                                 | 677-33 | ТЧ-22 Тула ул. Путейская | 1928          | «Красный Профинтерн»                   | (1978)                         |
|                                                                 | 677-49 | Депо Харьков-Главное (Украина) | 1928          | «Красный Профинтерн»                   | (1975)                         |
|                                                                 | 679-14 | Барановичи (Белоруссия) | 1927          | «Красный Профинтерн»                   | (1984)                         |
|                                                                 | 680-96 | Москва, Музей Победы | 1928          | «Красный Профинтерн» (зав. № 10370930) | (1995)                         |
|                                                                 | 683-21 | станция Знаменка (Украина) | 1929          | «Красный Профинтерн»                   | (1981)                         |
|                                                                 | 684-37 | ТЧ-2 Славянск (Украина) Паровоз Петра Кривоноса | 1928          | «Красный Профинтерн»                   | (1975)                         |
|                                                                 | 684-58 | Магнитогорск-Пассажирский | 1929          | «Красный Профинтерн»                   | 741610675920005 (1984)         |
|                                                                 | 686-09 | Музейный комплекс УГМК, г. Верхняя Пышма, Свердловская область | 1929          | «Красный Профинтерн»                   | (2012)                         |
|                                                                 | 686-31 | станция Аткарск | 1929          | «Красный Профинтерн»                   | н/д                            |
|                                                                 | 700-55 | Челябинск Музей истории подвижного состава ЮУЖД | н/д           | н/д                                    | (2005)                         |
|                                                                 | 700-82 | Петропавловск, (Казахстан) | 1929          | «Красный Профинтерн»                   | (н/д)                          |
|                                                                 | 702-89 | Костанай (Казахстан) | 1930          | «Красное Сормово»                      | (1979)                         |
|                                                                 | 703-49 | город Мичуринск территория АО МЛРЗ «Милорем» | н/д           | н/д                                    | н/д                            |
|                                                                 | 704-57 | станция Минеральные Воды | 1935          | «Красный Профинтерн»                   | (1985)                         |
|                                                                 | 705-46 | Ереван, (Армения) Музей железной дороги Армении | 1930          | «Красный Путиловец»                    | (2009) маркирован как ЭШ705-46 |
|                                                                 | 705-74 | Ташкент (Узбекистан) Музей железнодорожной техники | 1930          | н/д                                    | (1989)                         |
|                                                                 | 706-10 | Бологое-Московское | 1930          | н/д                                    | 691510254750005 (1985)         |
| Макет бронепаровоза в саратовском Музее боевой и трудовой славы | 706-77 | Саратов, Музей боевой и трудовой славы в Парке Победы на Соколовой горе В 1999 году разукомплектован, многие внешние детали срезаны, при помощи железного кожуха превращён в макет бронепаровоза. | 1931          | Харьков                                | (1999)                         |
|                                                                 | 708-64 | станция Волховстрой-1 | 1931          | «Красный Профинтерн»                   | 471711247340005 (1980)         |
|                                                                 | 709-81 | Байконур (Казахстан) | 1930          | Завод им. Октябрьской Революции        | (2005)                         |
|                                                                 | 709-84 | Ростов-на-Дону Музей СКЖД | 1930          | Завод им. Октябрьской Революции        | (2004)                         |
|                                                                 | 712-42 | Карталы ул. Ленина | 1931          | ХПЗ им. Коминтерна                     | (1987)                         |
|                                                                 | 714-37 | Донецк (Украина) Музей истории ДонЖД | н/д           | н/д                                    | (2011)                         |